# 霍兆剛
霍兆剛，SC，JP（1962年9月24日—），現任香港終審法院常任法官，港版國安法指定法官。

## 早年生活
霍兆剛1984年於英國倫敦大學學院取得法學士學位。其後就讀於律師學院並於1985年通過律師專業考試，並於1985年至1986年分別於英國，香港取得大律師執業資格。

## 法律生涯
霍兆剛自1987年1月於香港天博大律師事務所（Temple Chambers）私人執業。並於2002年3月至2006年3月於新加坡不時以專案性質私人執業。1999年獲委任為資深大律師。2006年獲任命為太平紳士。

## 現況
霍兆剛於2003年獲委任為高等法院原訟法庭特委法官。2010年獲委為原訟法庭法官。2011年出任上訴庭法官。
2013年獲委任為終審法院常任法官，接替退休的陳兆愷。